# HD 156331
HD 156331 är en dubbelstjärna belägen i den norra delen av stjärnbilden Altaret. Den har en kombinerad skenbar magnitud av ca 6,27 och är mycket svagt synlig för blotta ögat där ljusföroreningar ej förekommer. Baserat på parallaxmätning inom Hipparcosuppdraget på ca 16,9 mas, beräknas den befinna sig på ett avstånd på ca 193 ljusår (ca 59 parsek) från solen. Den rör sig bort från solen med en heliocentrisk radialhastighet på ca 11 km/s.

## Egenskaper
Primärstjärnan HD 156331 A är en gul till vit jättestjärna  av spektralklass F8 III. Den har en massa som är ca 1,6 solmassor, en radie som är ca 2,3 solradier och har ca 8,6 gånger solens utstrålning av energi från dess fotosfär vid en genomsnittlig effektiv temperatur av ca 6 600 K.
Följeslagaren är en stjärna av spektralklass B9 V och skenbar magnitud 7,0, som ligger separerad med <1 bågsekund (år 2014) vid en positionsvinkel av 49°.